# Tom Brewster
Pour les articles homonymes, voir Brewster.
Tom Brewster est un curleur britannique né le 10 avril 1974 à St Andrews, en Écosse. Il remporte la médaille d'argent du tournoi masculin aux Jeux olympiques d'hiver de 2014 à Sotchi, en Russie.